# Le Christ-de-Saclay
Ne doit pas être confondu avec Christ de Saclay (métro de Paris).
Le Christ-de-Saclay est un hameau et un carrefour routier important situé à Saclay dans le département français de l'Essonne.
Il est constitué d'un grand rond-point, situé à 800 mètres de la mairie.

## Le Christ
Au XVIIIe siècle, un crucifix est placé au niveau du carrefour. Il est démonté à la Révolution après avoir été criblé de plomb. Une autre sculpture, construite par un sculpteur hongrois et un certain Julien Lesigne, le remplace en 1952,.

## Axes
- RN 118 (2x2 voies) : Boulogne-Billancourt (RN 10) - Les Ulis (A 10)
- RD 36 : Saint-Quentin-en-Yvelines - Palaiseau
- RD 306 vers Chartres
- RD 446 vers Versailles

## Transport en commun
- TCSP Massy - Saint-Quentin-en-Yvelines
- Christ de Saclay (en construction)

## À proximité
- Centre CEA de Saclay